# Schistura sargadensis
Schistura sargadensis és una espècie de peix de la família dels balitòrids i de l'ordre dels cipriniformes.

## Morfologia
Els mascles poden assolir els 5,4 cm de longitud total.

## Distribució geogràfica
Es troba a l'Iran i a part del territori de l'antiga URSS.